# Llista de les ciutats de Grècia
Llista de les ciutats de Grècia que superen els 100.000 habitants.
Al nivell d'administració local, Grècia està organitzada en 1.038 municipis. Per distingir-los entre ciutats i pobles, el Servei Nacional Grec d'Estadística fixa el límit en 10.000 habitants. Amb la qual cosa, uns 230 municipis tenen la categoria de ciutats. D'aquestes n'hi ha 10 que superen els 100.000 habitants, segons els càlculs per al 2010. Són el que hom anomena grans ciutats.

## Àrees metropolitanes
Aquestes grans ciutats no estan repartides de manera gaire homogènia a la geografia grega sinó que es concentren en les dues àrees metropolitanes, que apleguen el 43% de la població total del país:
- Àrea Metropolitana d'Atenes, a la regió de l'Àtica, amb 3.876.931 habitants.
- Àrea Metropolitana de Tessalònica, a la regió de Macedònia Central, amb 999.995 habitants.

## Llista de les ciutats
| Lloc | Ciutat      | Nom en grec | Calc. 2010 | Perifèria (Regió) |
| ---- | ----------- | ----------- | ---------- | ----------------- |
| 1.   | Atenes      | Αθήνα       | 752.971    | Àtica             |
| 2.   | Tessalònica | Θεσσαλονικη | 346.262    | Macedònia Central |
| 3.   | El Pireu    | Πειραιάς    | 178.562    | Àtica             |
| 4.   | Patres      | Πάτρα       | 167.371    | Grècia Occidental |
| 5.   | Peristeri   | Περιστέρι   | 145.687    | Àtica             |
| 6.   | Iràklio     | Ηράκλειο    | 138.085    | Creta             |
| 7.   | Làrissa     | Λάρισα      | 135.340    | Tessàlia          |
| 8.   | Kallithea   | Καλλιθέα    | 111.716    | Àtica             |
| 9.   | Glifada     | Γλυφάδα     | 105.727    | Àtica             |
| 10.  | Níkea       | Νίκαια      | 102.665    | Àtica             |

En negreta les més poblades de cada regió